# ليو كارل (لاعب كرة قدم)
ليو كارل (بالإنجليزية: Leo Carle)‏ هو لاعب كرة قدم أسترالي، ولد في 6 يونيو عام 1980، في سيدني في أستراليا. لعب مع سنترال كوست مارينرز وسيدني تايغرز وماركوني ستاليونز ونادي بلاكتاون سيتي ونادي سيدني أوليمبيك وناسيونال مونتيفيديو.